# Nami Otake
Nami Otake (大竹 七未 Ōtake Nami?), född 30 juli 1974, är en japansk tidigare fotbollsspelare.
Nami Otake debuterade för japans landslag den 20 augusti 1994 i en 2–0-vinst över Slovakien. Hon spelade 46 landskamper för det japanska landslaget. Hon deltog bland annat i fotbolls-VM 1995, fotbolls-VM 1999 och OS 1996.